# Clathria parthena
Clathria parthena är en svampdjursart som först beskrevs av De Laubenfels 1930.  Clathria parthena ingår i släktet Clathria och familjen Microcionidae. Inga underarter finns listade i Catalogue of Life.